# 12사도 바위

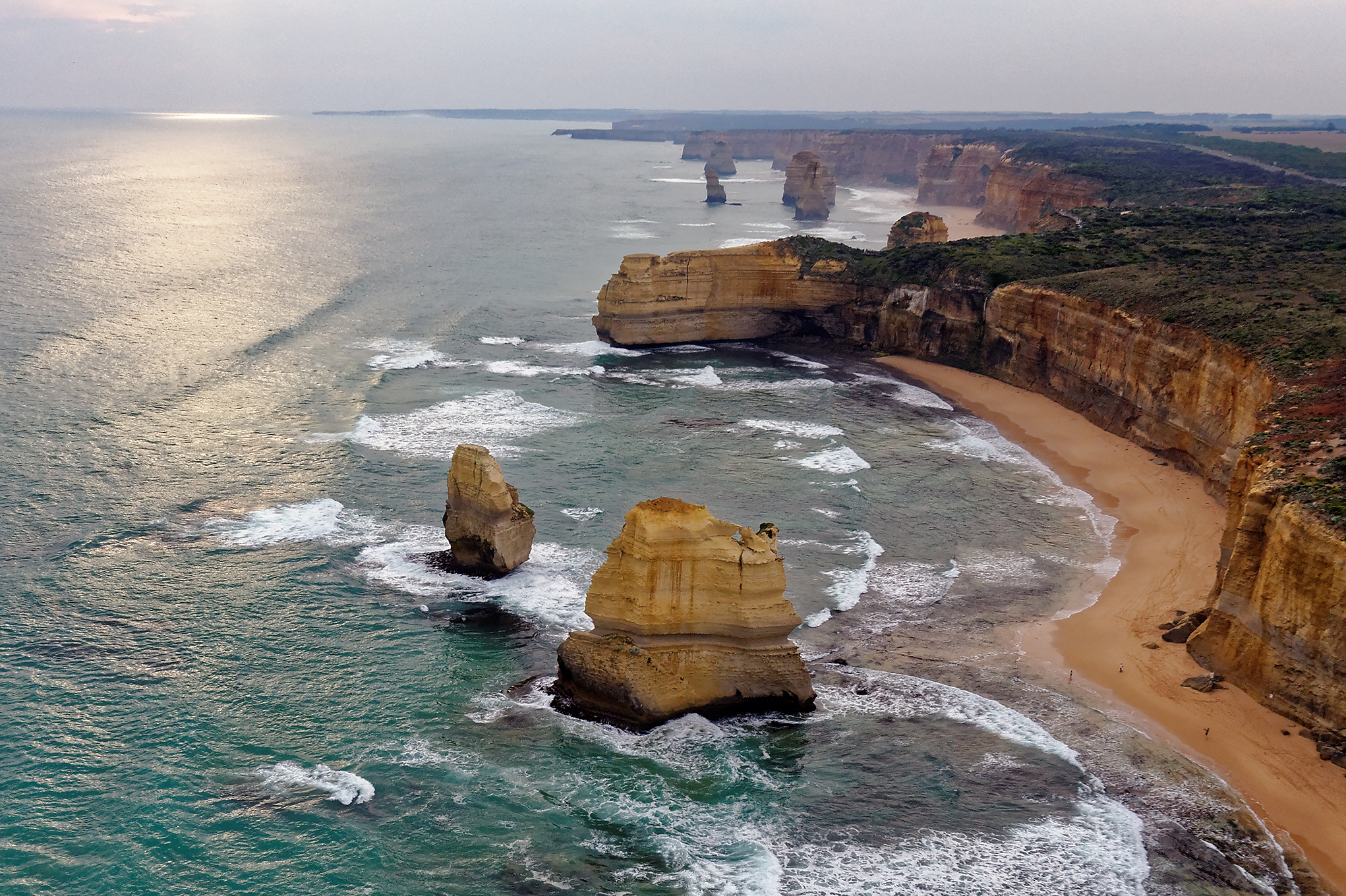
12사도 바위(2011년)

12사도 바위 (The Twelve Apostles)는 오스트레일리아 빅토리아주에 있는, 수 만년동안 파도의 침식 작용으로 만들어진 바위기둥이다.
그레이트 오션 로드의 대표적인 해안 침식 지형이고, 해안의 석회암 절벽이 파도에 깎여 육지와 분리되어 마치 돌탑과 같은 형태를 하고 있다. 원래 12개였던 바위기둥들은 제대로 남아 있는 것은 7개 정도 된다고 하는데 12개 중 5개의 바위기둥들은 파도의 침식작용으로 인해 무너졌다고 한다. 45m 높이까지 솟구친 기둥들 남게 되었다. 일 년에 약 2cm 정도씩 파도에 침식되고 있다.